# Ja eller nej
Ja eller nej er en amerikansk stumfilm fra 1920 af Roy William Neill.

## Medvirkende
- Norma Talmadge som Margaret Vane / Minnie Berry
- Frederick Burton som Donald Vane
- Lowell Sherman som Paul Derreck
- Lionel Adams som Dr. Malloy
- Rockliffe Fellowes som Jack Berry
- Natalie Talmadge som Emma Martin
- Edward Brophy som Tom Martin
- Dudley Clements som Horace Hooker
- Gladden James som Ted Leach